# 新基建
新型基础设施建设，简称新基建，是2018年底中国中央经济工作会议上提出的一个概念，一般指代除传统基础设施建设以外的，具有较高的科技水平的基础设施建设。

## 含义
基础设施是指为社会生产和居民生活提供公共服务的物质工程设施，是社会赖以生存发展的一般物质条件。传统意义上的基础设施主要是公路、铁路、桥梁、隧道、机场、港口、电网、供水等设施，而中国中央经济工作会议上提出的“新型基础设施”则包含5G网络、物联网、数据中心等数字化设施。
根据中国国家发改委创新和高技术发展司司长在一次新闻发布会上的说法，新基建分为三类，分别是通信网络及高性能計算、应用大数据等技术的传统基础设施、支撑科研创新的设施。